# Frontière entre le Bangladesh et l'Inde
 (février 2024).
Si vous disposez d'ouvrages ou d'articles de référence ou si vous connaissez des sites web de qualité traitant du thème abordé ici, merci de compléter l'article en donnant les références utiles à sa vérifiabilité et en les liant à la section « Notes et références ».
La frontière entre le Bangladesh et l’Inde, longue de 4 095 kilomètres, est caractérisée par un mur séparant les deux États construit côté indien et une exclave bangladaise en territoire indien.

## Historique

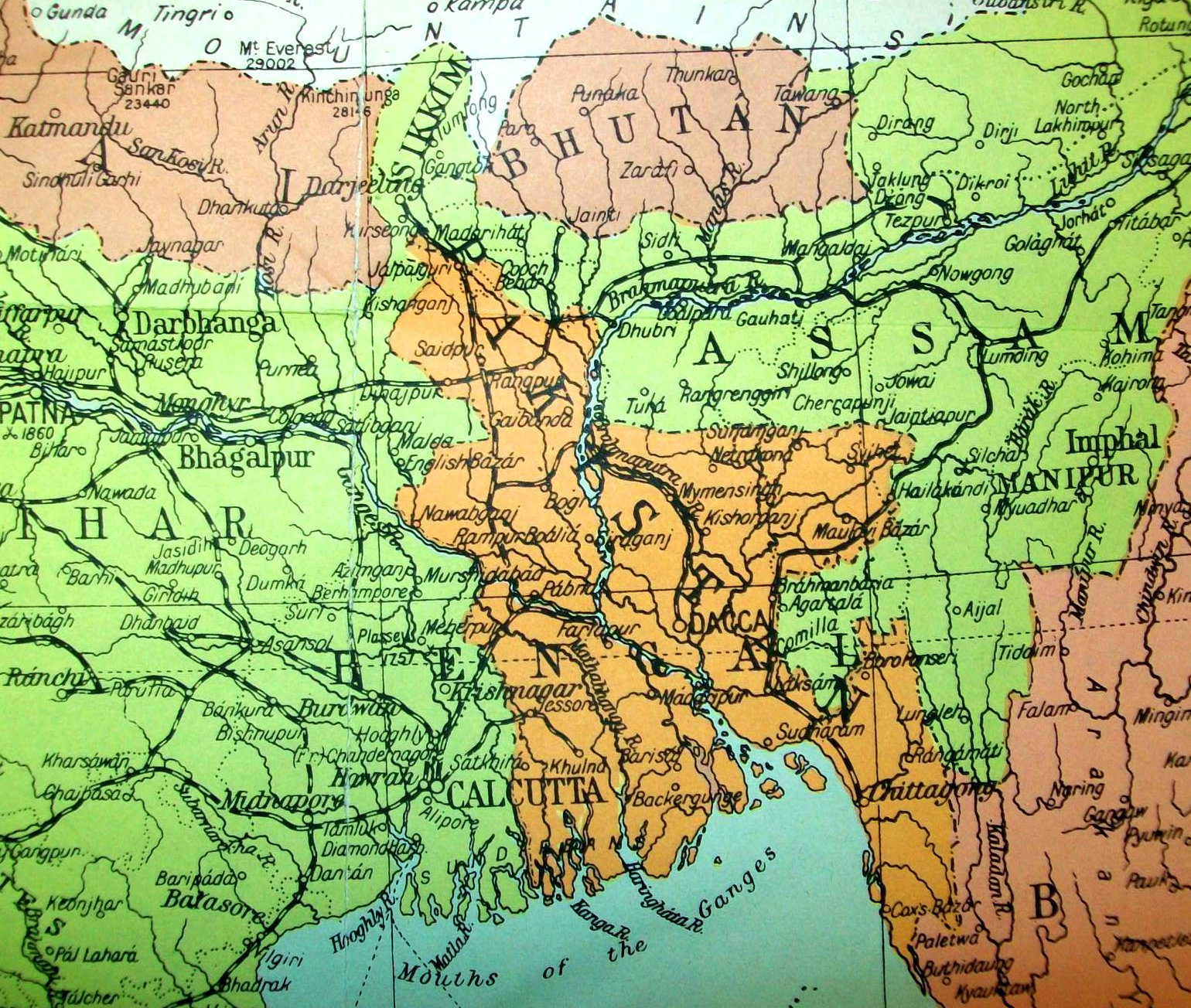
La frontière entre l'Inde et le Pakistan oriental dans les années 1950

Le tracé de frontière a été établi lors de la partition des Indes entre les dominions de l'Inde (ou « Union indienne ») et du Pakistan, par une commission frontalière présidée par Sir Cyril Radcliffe (assisté de deux hindous et de deux musulmans), cette ligne de démarcation porte également le nom de Ligne Radcliffe.

## Le mur

### Origine

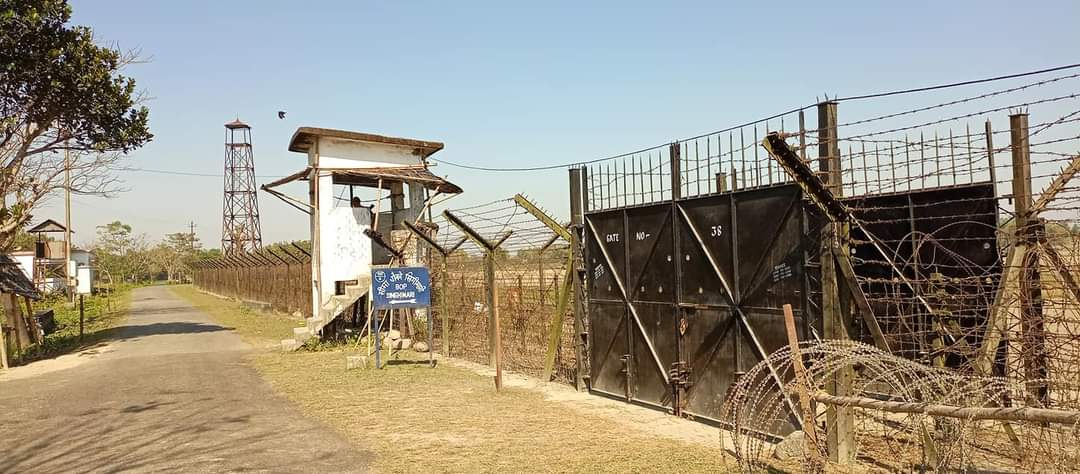
La frontière au niveau de Sitai.

Composé de briques et d'une double rangée de barbelés, le mur-frontière de 3 200 kilomètres de long a été établi par l'Inde entre 1993 et 2013 pour un coût total de 4 milliards de dollars. Son but est de « lutter contre l'infiltration terroriste, l'immigration clandestine et la contrebande ». Il est gardé par 220 000 gardes-frontières et 60 000 à 80 000 soldats indiens.

### Conséquences
Le Bangladesh considère ce mur comme légal, car construit côté indien à 150 mètres de la frontière. Les migrants bengalis sont maltraités ou tués par les garde-frontières. La population indienne supporte ce mur, car il permet de parer à la « menace islamiste ». La contrebande et la corruption y sont très importantes.

## Enclaves
Dahagram-Angarpota est une exclave bangladaise qui est enclavé dans le district indien du Cooch Behar. 
Jusqu'en 2015, date de l'accord rectifiant la frontière indo-bangladaise, dans le district indien du Cooch Behar, on trouvait 92 exclaves du Bangladesh tandis que de l'autre côté de la frontière, on trouvait 106 exclaves de l'Inde à l'intérieur du Bangladesh. 21 des exclaves bangladaises sont situées à l'intérieur d'exclaves indiennes. 3 des exclaves indiennes sont enclavées dans d'autres exclaves bangladaises. L'exclave indienne la plus grande, Balapara Khagrabari, entoure une exclave bangladaise, Upanchowki Bhajni, qui à son tour encerclait une exclave indienne nommée Dahala Khagrabari.
Du fait de leur séparation du reste de leur pays, les habitants des enclaves vivaient dans un dénuement extrême, tant en termes d'infrastructures (électricité, eau, routes et égouts) que de service public. Les écoles et les administrations étant assurées par les pays dont ils sont citoyens, les utiliser obligerait les habitants à traverser les frontières, ce qui est impossible du fait du mur. Les conditions économiques y sont tout aussi dramatiques et la criminalité y est rampante.